# Matteo Thun
Matteo Thun (* 17. Juni 1952 in Bozen; vollständiger Name Matthäus Antonius Maria Graf von Thun und Hohenstein) ist ein italienischer Architekt und Designer.

## Werdegang
Matthäus Thun wurde 1952 in Bozen als erster Sohn der Südtiroler Unternehmersfamilie Thun (Lene und Otmar von Thun und Hohenstein) geboren, sein jüngerer Bruder Peter übernahm 1978 die Führung der Thun AG.
Thun absolvierte an der Universität Florenz ein Architektur-Studium, das er 1975 summa cum laude zum Abschluss brachte. An der Sommerakademie von Salzburg besuchte er Lehrveranstaltungen Oskar Kokoschkas. Er war 1981 Mitbegründer von Sottsass Associati und der Gruppe Memphis. Von 1983 bis 1996 unterrichtete er Design an der Hochschule für Angewandte Kunst in Wien. 1984 gründete er ein eigenes Studio, Thun & Partners, in Mailand und gestaltet dort fachübergreifend Architektur, Design und Kommunikation. Die Firma beschäftigte 2015 um die sechzig Mitarbeiter.
Matteo Thun selbst lehnt die Bezeichnung Designer "zutiefst ab": "Ich war nie Designer", so Thun in einem Interview 2015.
Sein "erstes Post-Corona-Projekt" sei "ein reines Vollholz-Haus", in Bayern sei zudem "ein gebautes Manifest der Post-Corona-Kultur" in Planung.
Thun ist mit Susanne Benger verheiratet und hat zwei Kinder. Er lebt in Mailand, im Engadin und auf Capri.

## Auszeichnungen
Thun wurde dreimal mit dem „Compasso d’Oro“ für erstklassiges Design ausgezeichnet. Von 1990 bis 1993 war er Creative Director von „Swatch“. Sein Hotel Side in Hamburg, das er in Zusammenarbeit mit dem Künstler Robert Wilson realisierte, wurde 2001 „Hotel des Jahres“. Für die 61., 62. und 63. Filmfestspiele in Venedig 2004/2005/2006 gestaltete er die Fassade des „Palazzo del Cinema“ neu.
2004 bekam er den „Gala Spa Award“ und den „Wallpaper Design Award“ für das „Vigilius Mountain Resort“ in Lana, Südtirol. Des Weiteren wurde für den „Compasso d'Oro“ für die Kollektion „Girly“ (Sanitäranlagen) für „Catalano“ nominiert und in New York in die „Hall of Fame“ aufgenommen.
Im Jahr 2005 erhielt er für das „Vigilius Mountain Resort“ den Preis „Panda d'Oro“ vom WWF. Für das Hotel „Radisson SAS Frankfurt“ bekam er 2005 den „Worldwide Hospitality Award“ in der Kategorie „Best Hotel opened in the Year“.

## Tätigkeit

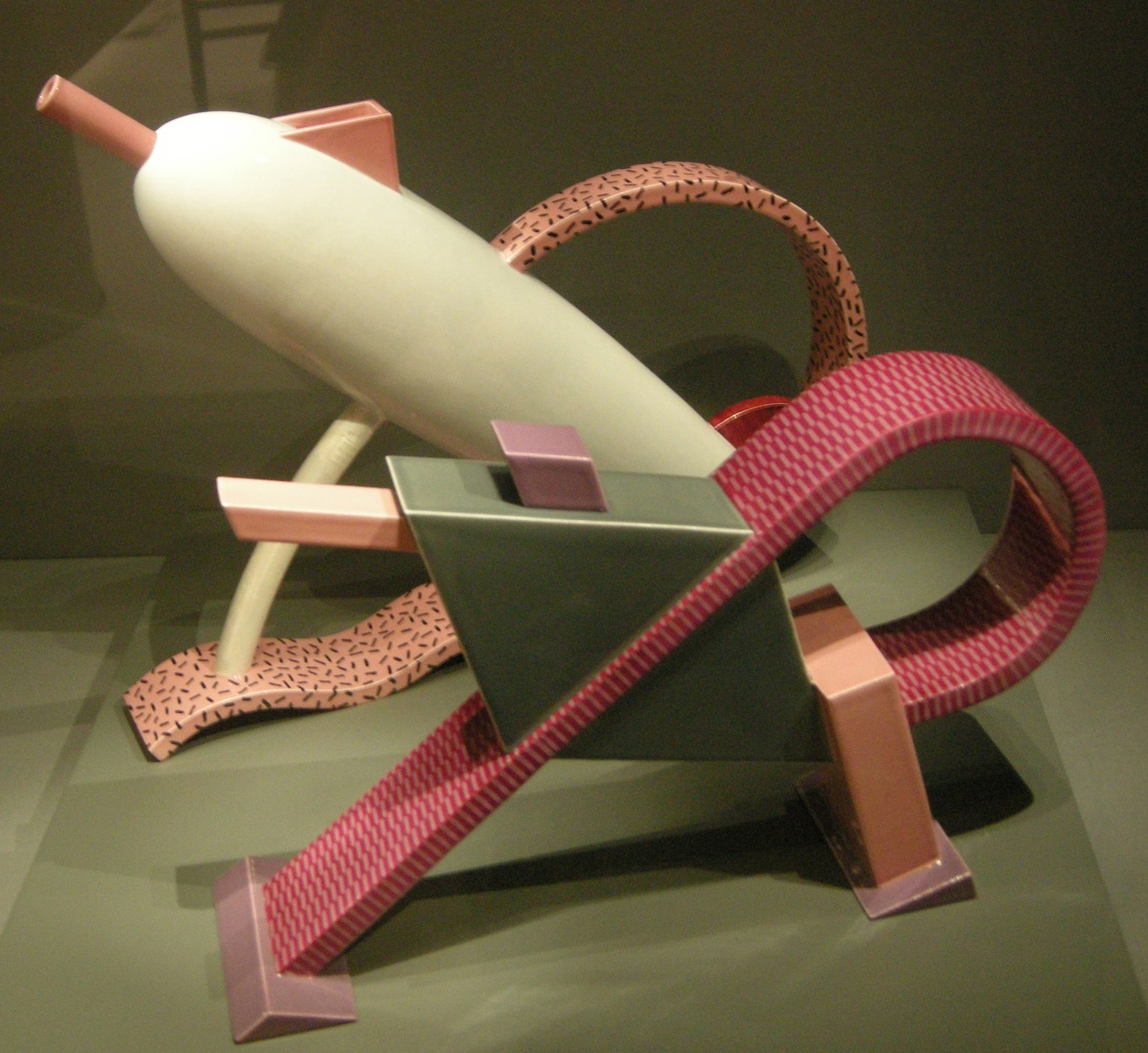
Matteo Thun, Laurum marinus, teapot and coffepot, Alessio Sarri Ceramiche, 1982

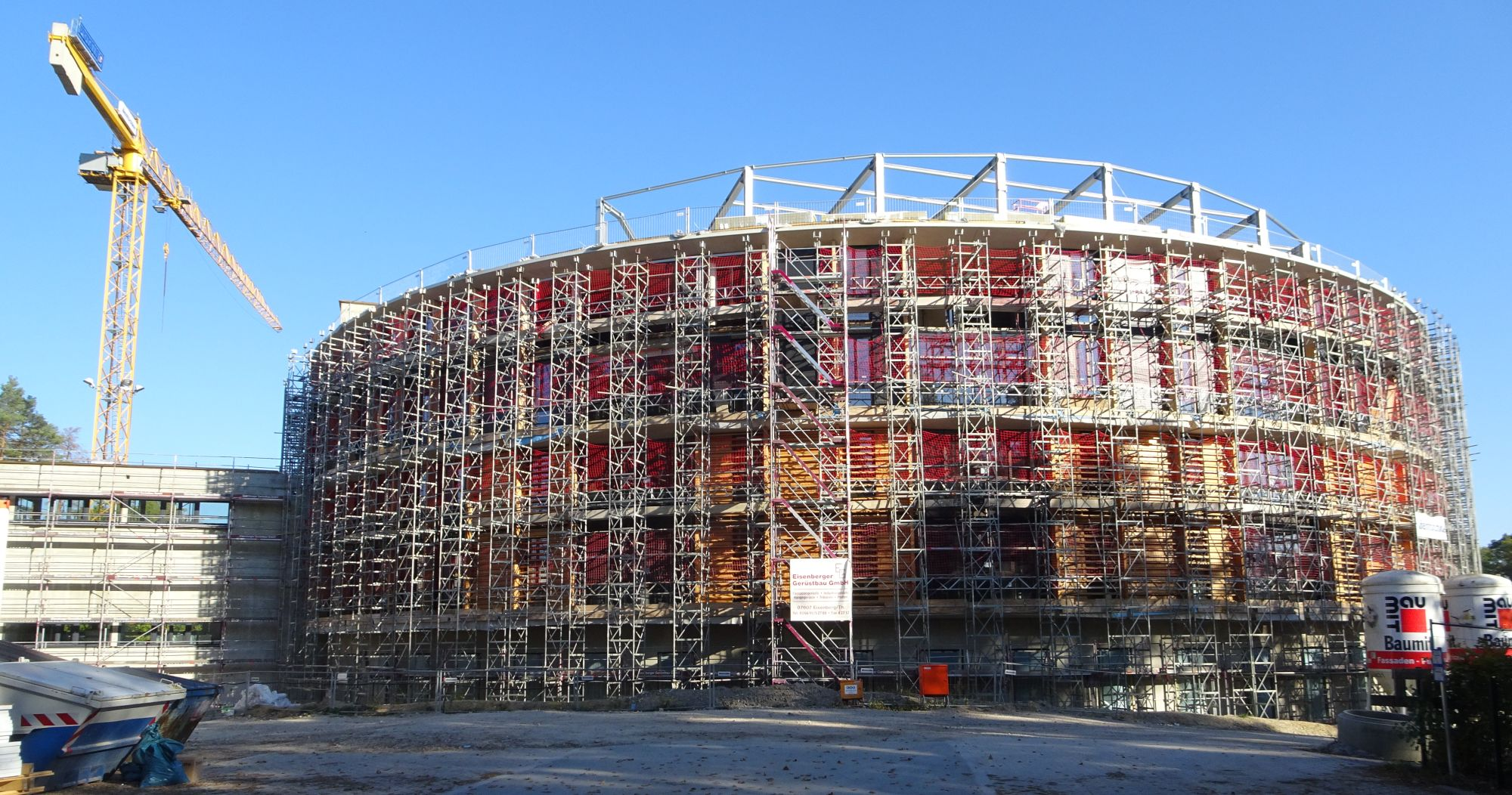
Das Deutsche Zentrum für Orthopädie an den Waldkliniken in Eisenberg im Bau (2018)

Als Architekt hat Thun in folgenden Bereichen Projekte realisiert:
- Einrichtung für den Edel-Club P1 in München
- Gestaltung Designhotel Südtirol in Meran
- Innenarchitektur des Mövenpick Hotel im Baloise Park West, Basel[5]
- Hotel, Design und Wellness
- Privater Wohnungsbau sowie Luxusprojekte
- Industrie- und Verwaltungsgebäude, z. B. Waldkliniken Eisenberg
- Energiesparende Fertigsysteme
- Shop- und Display-Systeme
- Gewerbliche Gebäudefassaden und Installationen
- Biomasse-Kraftwerk-Schilling in Schwendi
- Matteo Thunscher Gucker in den Gärten von Schloss Trauttmansdorff, Meran

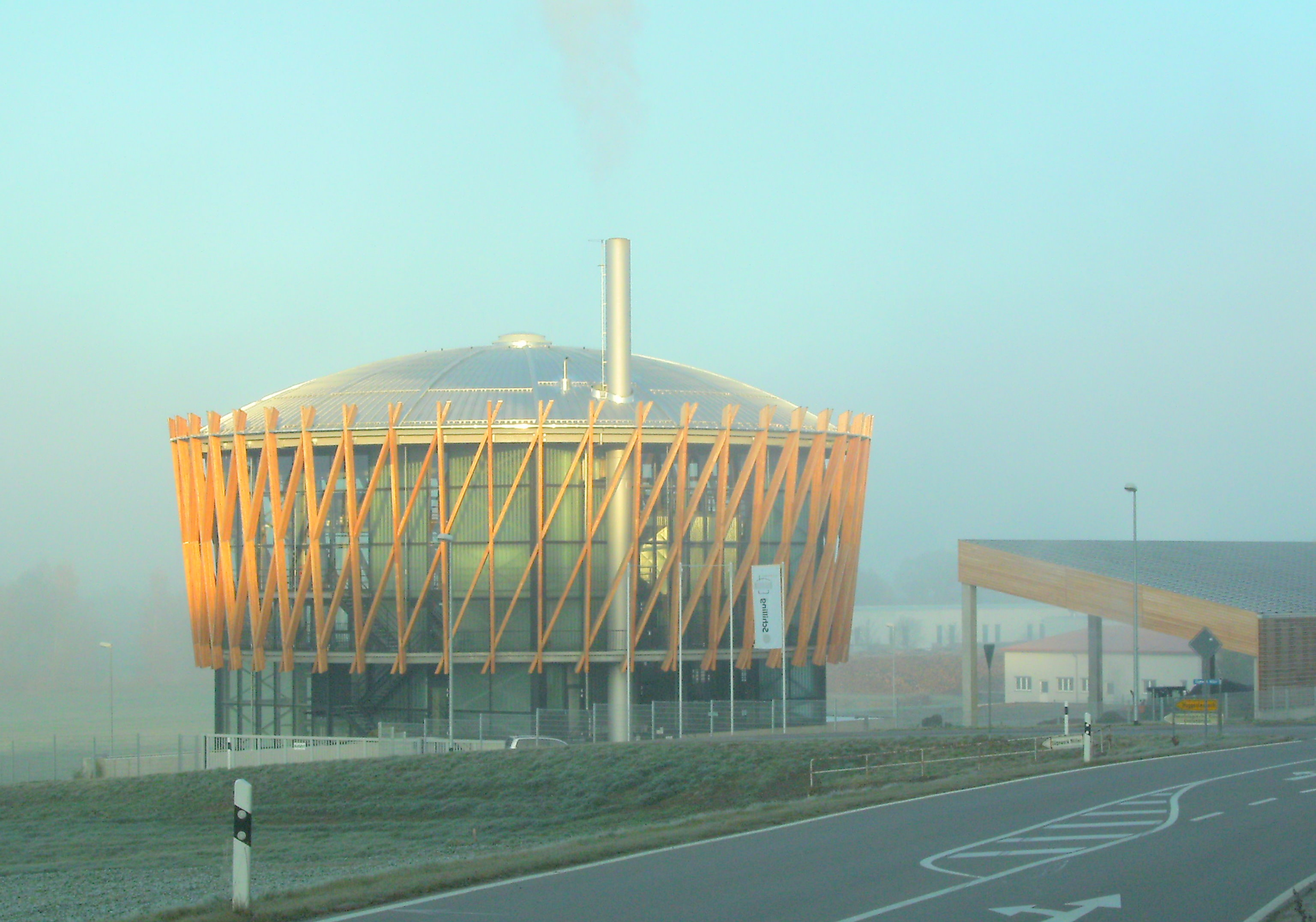
Biomasse-Heizkraftwerk in Schwendi

Als Designer war er bereits in folgenden Bereichen tätig:
- Design und Einrichtung der Zimmer im Radisson Blu Hotel Frankfurt
- Uhren für Bulgari und Swatch
- Gläser für Campari

- Logo-Erneuerung für Julius Meinl
- Espresso-Tassen für Illy, Lavazza, Hausbrandt und Julius Meinl
- Lichtsysteme für AEG, Zumtobel, Flos, Belux, Artemide und Panzeri
- Lampen für Woka Lamps Vienna, Palais Bl-Tl und WL
- Bäder für Keramag, Rapsel, Zucchetti und Catalano
- Sonnenbrillen für Silhouette
- Bürostühle für Martin Stoll, United Office, Brunner, Schödes
- Besteck und Essgeschirr für Zwilling J.A. Henckels, WMF, Alessi und Villeroy & Boch
- Porzellan für Rosenthal

- Möbel für Kartell und Magis
- Polstermöbel für Wittmann und Rossi di Albizzate
- Teppiche für Vorwerk
- Stühle und Polstermöbel für Driade
- Akustik Paneel Pannello für Ruckstuhl
- Dusch-WC AquaClean Sela für Geberit
- IntercityHotel Design
- Vapiano